# Knut Holmqvist
Knut Anders Holmqvist (ur. 15 lipca 1918 w Trollenäs, zm. 28 sierpnia 2000 w Rydsgårdzie) – szwedzki strzelec sportowy. Srebrny medalista olimpijski z Helsinek.
Zawody w 1952 były jego pierwszymi igrzyskami olimpijskimi. Zajął drugie miejsce w trapie, wyprzedził go jedynie Kanadyjczyk George Genereux. W tym samym roku był indywidualnie brązowym medalistą mistrzostw świata. W 1956 zajął na igrzyskach siódme miejsce.